# (9509) Amfortas
(9509) Amfortas est un astéroïde de la ceinture principale.

## Description
(9509) Amfortas est un astéroïde de la ceinture principale. Il fut découvert le 16 octobre 1977 à l'Observatoire Palomar par Cornelis Johannes van Houten, Ingrid van Houten-Groeneveld et Tom Gehrels. Il présente une orbite caractérisée par un demi-grand axe de 2,32 UA, une excentricité de 0,15 et une inclinaison de 6,7° par rapport à l'écliptique.
L'astéroïde est nommé en référence à Amfortas, roi de Montsalvage et chevalier du Saint Graal dans l'opéra de Richard Wagner Parsifal.

## Compléments